# Tanjung Alai (Lubuk Pinang)
Tanjung Alai is een bestuurslaag in het regentschap Muko-Muko van de provincie Bengkulu, Indonesië. Tanjung Alai telt 1128 inwoners (volkstelling 2010).